# Ebony
«Е́боні» (англ. Ebony; укр. ебенове дерево, жарг. «люди з темною шкірою») — американський щомісячний журнал, орієнтований на афроамериканську аудиторію.
Журнал заснований восени 1945 року в Чикаго Джоном Джонсоном (John H. Johnson), який перед цим видавав кишенькове видання (таблоїд) «Не́гроу да́йджест» (англ. Negro Digest, засноване 1942 р.). За задумом засновника-видавця, журнал «Ебоні» мав бути аналогом журналу «Лайф» (англ. Life, укр. «Життя»), але для «кольорових», зокрема для чорношкірих американців.